# Droga L40 (Niemcy)
Droga ekspresowa Poczdam – Schönefeld (inaczej droga L40) jest terminem dla kilku projektów, które mają na celu utworzyć jedną wielką sieć połączeń z Poczdamu do Schönefeld. Plany stworzenia tej drogi opierają się na planach z NRD. Przebieg trasy na południu Berlina miał ważne znaczenie polityczne, a także strategiczne. Było to przeznaczone dla szybkiego ruchu z Poczdamu przez Schönefeld do Berlina Wschodniego bez dróg, które mogłyby być wykorzystywane przez teren Berlina Zachodniego. Po zjednoczeniu, Mur Berliński nie był już potrzebny – Berlin zaczynał tworzyć południową obwodnicę.